# Boris Gadasin
Boris Gadasin est un pilote russe de rallye-raid né le 17 novembre 1972 à Léningrad.

## Biographie
Boris Gadasin est né à Léningrad (ex-Saint-Pétersbourg) en novembre 1972. Il est diplômé de la faculté de mathématiques et de mécanique de l' Université d'État de Saint-Pétersbourg.
Depuis 2009, il est le directeur général et copropriétaire de G-Force Motorsport, LLC, avec l'aide de son équipe il peut courir comme ses coéquipiers sur leurs propres prototypes.

## Palmarès

### Rallye Dakar
en catégorie Auto
- 2013: copilote : Alexey Kuzmich - 21e

en catégorie Prototypes Légers
- 2022: copilote : Dmitry Pavlov - 37e

### Rallye-raid
- Oman Desert Express 2006: copilote : Alexander Mironenko - Vainqueur
- Baja d'Italie 2007: copilote : Alexander Mironenko - Vainqueur
- Baja de Russie 2007: copilote : Alexander Mironenko - Vainqueur
- Baja d'Italie 2009: copilote : Vladimir Demyanenko - Vainqueur
- Baja de Russie 2009: copilote : Vladimir Demyanenko - Vainqueur
- Baja de Hongrie 2010: copilote : Vladimir Demyanenko - Vainqueur
- Baja de Russie 2010: copilote : Vladimir Demyanenko - Vainqueur
- Baja d'Italie 2011: copilote : Dan Shchemel - Vainqueur
- Rallye de la Route de la Soie 2012: copilote : Dan Schemel - Vainqueur[2]
- Baja de Hongrie 2012: Vainqueur
- Baja Portalegre 2016 : copilote : Dmitry Pavlov - 7e
- Rallye Kazakhstan 2021 : copilote : Dmitry Kozhukhov - 10e
- Baja de Russie 2021: copilote : Dmitry Kozhukov - 3e
- Rallye de la Route de la Soie 2024: copilote : Andrey Novikov - Vainqueur[3]